# Karibska plošča
Karibska plošča je večinoma oceanska tektonska plošča, ki leži pod Srednjo Ameriko in Karibskim morjem ob severni obali Južne Amerike.
Karibska plošča s površino približno 3,2 milijona kvadratnih kilometrov meji na severnoameriško ploščo, južnoameriško ploščo, Nazca ploščo in Kokosovo ploščo. Te meje so območja intenzivne seizmične dejavnosti, vključno s pogostimi potresi, občasnimi cunamiji in vulkanskimi izbruhi.

## Vrste meja
Severna meja s severnoameriško ploščo je transformacijska ali zdrsna meja, ki poteka od mejnega območja Belizeja, Gvatemale (prelom Motagua) in Hondurasa v Srednji Ameriki, proti vzhodu skozi Kajmansko korito vzdolž preloma Swan Islands Transform Fault preden se pridruži južni meji mikroplošče Gonâve. Vzhodno od Srednjekajmanskega dviga se to nadaljuje kot prelomna cona Walton in prelomna cona Enriquillo–Plantain Garden v vzhodno Hispaniolo. Od tam se nadaljuje v Portoriko in na Deviške otoke. Del Portoriškega jarka, najglobljega dela Atlantskega oceana (približno 8.400 metrov), leži ob tej meji. Portoriški jarek je na kompleksnem prehodu od subdukcijske meje proti jugu in transformacijske meje proti zahodu.
Vzhodna meja je subdukcijsko območje Malih Antilov, kjer se oceanska skorja Južnoameriške plošče subducira pod Karibsko ploščo. Subdukcija tvori vulkanske otoke vulkanskega loka Malih Antilov od Deviških otokov na severu do otokov ob obali Venezuele na jugu. Ta meja vključuje sedemnajst aktivnih vulkanov, predvsem Soufriere Hills na Montserratu, Mount Pelée na Martiniku, La Grande Soufrière na Gvadelupu, Soufrière Saint Vincent na Svetemu Vincenciju, in podmorski vulkan Kick 'em Jenny, ki leži približno 10 km severno od Grenade. Velika zgodovinska potresa leta 1839 in 1843 v tej regiji sta verjetno meganarivna potresa.
Vzdolž geološko zapletene južne meje Karibska plošča sodeluje z Južnoameriško ploščo in tvori Barbados, Trinidad in Tobago (vsi na Karibski plošči) ter otoke ob obali Venezuele (vključno z Zavetrnimi Antili) in Kolumbije. Ta meja je deloma posledica transformacijskega preloma, skupaj z narivnim prelomom in nekaj subdukcije. Bogata venezuelska naftna polja so verjetno nastala zaradi te zapletene interakcije plošč. Karibska plošča se premakne proti vzhodu približno 22 milimetrov na leto glede na južnoameriško ploščo. V Venezueli se velik del gibanja med Karibsko in Južnoameriško ploščo dogaja vzdolž prelomov Boconó, El Pilar in San Sebastián.
Zahodni del plošče zavzema Srednja Amerika. Kokosova plošča v Tihem oceanu je potopljena pod Karibsko ploščo, tik ob zahodni obali Srednje Amerike. Ta subdukcija tvori vulkane Gvatemale, Salvadorja, Nikaragve in Kostarike, znane tudi kot Srednjeameriški vulkanski lok.

## Izvor
Običajna teorija o izvoru Karibske plošče se je leta 2002 soočila z nasprotno teorijo.
Prevladujoča teorija trdi, da je karibska velika magmatska provinca (CLIP) nastala v Tihem oceanu pred več deset milijoni let in morda izvira iz vroče točke Galapagosa. Ko se je Atlantski ocean razširil, sta bili Severna in Južna Amerika potisnjeni proti zahodu, za nekaj časa ločeni z oceansko skorjo. Tihooceansko dno se je potopilo pod to oceansko skorjo med celinami. CLIP je odnesel na isto območje, a ker je bil manj gost in debelejši od okoliške oceanske skorje, ni podrl oceanskega dna, temveč ga je preglasil in se še naprej premikal proti vzhodu glede na Severno Ameriko in Južno Ameriko. Z nastankom Panamske ožine pred 3 milijoni let je dokončno izgubila povezavo s Pacifikom.
Najnovejša teorija trdi, da je Karibska plošča nastala iz atlantskega žarišča, ki ne obstaja več. Ta teorija kaže na dokaz absolutnega gibanja Karibske plošče, ki kaže, da se premika proti zahodu, ne vzhodu, in da je njeno navidezno gibanje proti vzhodu le relativno glede na gibanje Severnoameriške plošče in Južnoameriške plošče.

## Prvi ameriški kopenski most
Karibska plošča se je začela seliti proti vzhodu pred 80 milijoni let (Ma) v pozni kredi. Ta selitev je sčasoma povzročila vulkanski lok, ki se je raztezal od severozahodne Južne Amerike do polotoka Jukatan, ki ga danes predstavljajo otoki Aves ter Mali in Veliki Antili. Ta lok je bil predmet stalnega tektonizma in nihanj morske gladine, vendar je trajal do sredine eocena in je občasno tvoril kopenski most vzdolž vzhodne in severne meje Karibske plošče. Kar bi sčasoma postalo današnja Srednja Amerika, del zahodne meje plošče, je bilo še vedno izolirano v Pacifiku.
58,5 do 56,5 Ma, v poznem paleocenu, je lokalna nižina morske gladine ob pomoči celinskega dviga zahodnega roba Južne Amerike povzročila popolnoma delujoč kopenski most, čez katerega je očitno potovalo več skupin sesalcev v izmenjavi. Na primer, primerki so bili dodeljeni xenarthrana, didelphidae in phorusrhacidae iz eocenske Severne Amerike in Evrope (čeprav so bili kritizirani) in Peradectes iz paleocenske Južne Amerike.

## Velika ameriška borza
Velika ameriška izmenjava, v kateri se je kopenska in sladkovodna favna selila med Severno Ameriko in Južno Ameriko preko dvignjenega zahodnega roba Karibske plošče (Srednja Amerika), je bil kasnejši dogodek, ki je dramatično dosegel vrhunec pred približno 2,6 milijona let (Ma) v Piacenzijevi dobi.